# Рагби репрезентација Јерменије
Рагби репрезентација Јерменије је рагби јунион тим који представља Јерменију у овом екипном спорту. Рагби савез Јерменије основан 2000. Први званичан тест меч репрезентација Јерменије је одиграла против Норвешке 2004. Најубедљивију победу јерменски рагбисти су остварили над Израелом (48-0). Најтежи пораз Јерменији је нанела репрезентација Шведске 2006, када је било 24-0.